# Burgstall Aixheim
Der Burgstall Aixheim bezeichnet eine abgegangene Spornburg auf 645 m ü. NHN bei dem heutigen Ortsteil Aixheim der Gemeinde Aldingen im baden-württembergischen Landkreis Tuttlingen in Deutschland. Er liegt etwa 1.370 Meter westlich der Kirche von Aixheim.
Die Burg wurde vermutlich um 1000 vom Aixheimer Ortsadel erbaut und war später im Besitz des Klosters Rottenmünster.

## Beschreibung
Der Burgstall Aixheim liegt auf einem nach Osten gerichteten Bergsporn, der im Süden durch den Krottenlochbach und im Norden durch einen Zufluss des Krottenlochbachs begrenzt wird. Er hat eine Fläche von etwa 830 Quadratmetern. Beide Spornflanken fallen steil zu den Bächen hin ab. Östlich der Burg befand sich ein Damm, so dass die Spornseiten durch einen Stausee geschützt waren. Nach Westen wurde der Bergsporn durch einen bogenförmigen Halsgraben gesichert. Der Halsgraben ist gut erhalten. Auf der nordwestlichen Burgfläche sind deutliche Erhebungen zu erkennen, die auf einen Bergfried, und möglicherweise weitere Gebäude, hinweisen. 1966 wurde im Osten des Burgstalls die Andachtsstätte Maria im Tann errichtet.

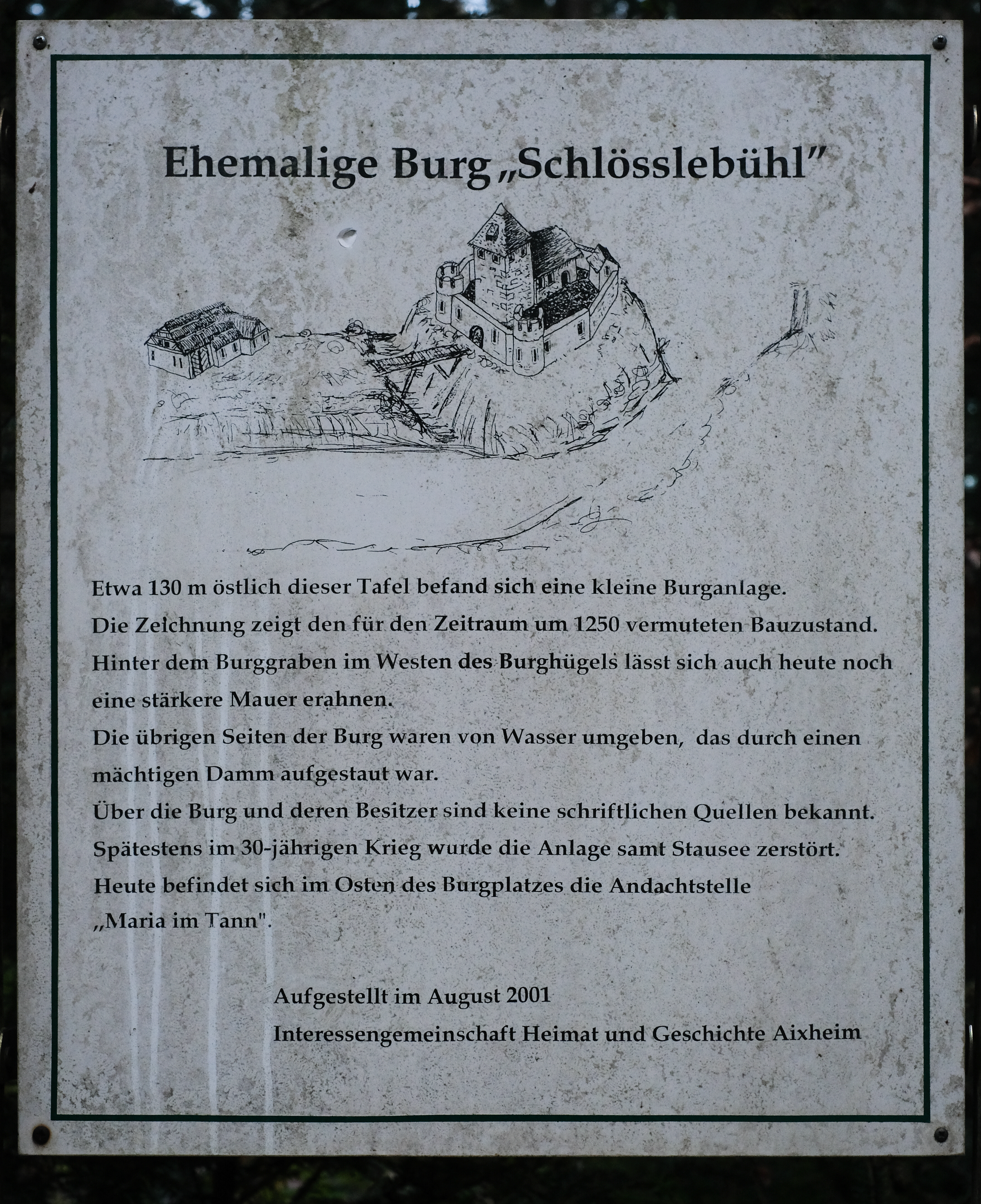
Informationstafel
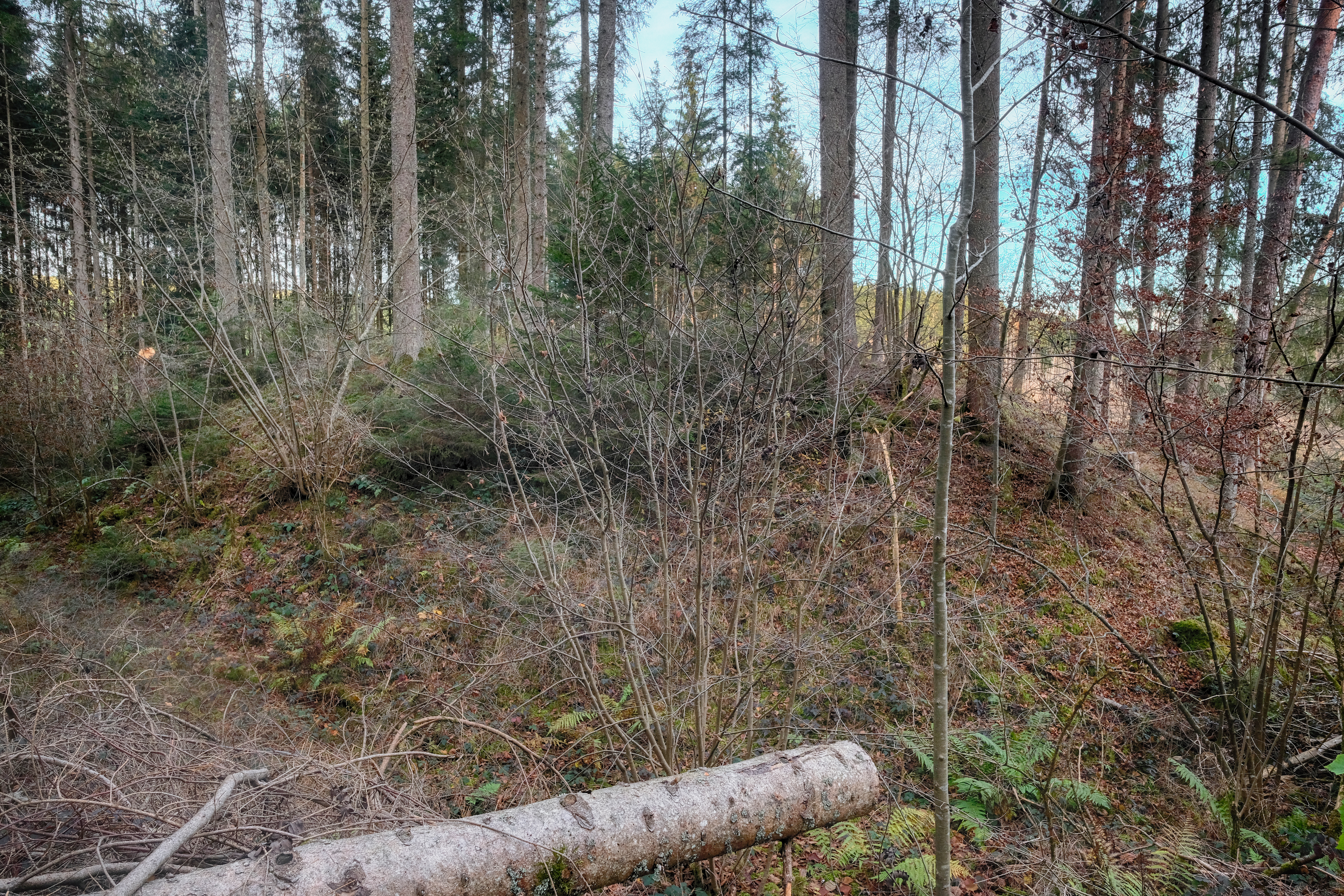
Blick auf Halsgraben und Burgstall
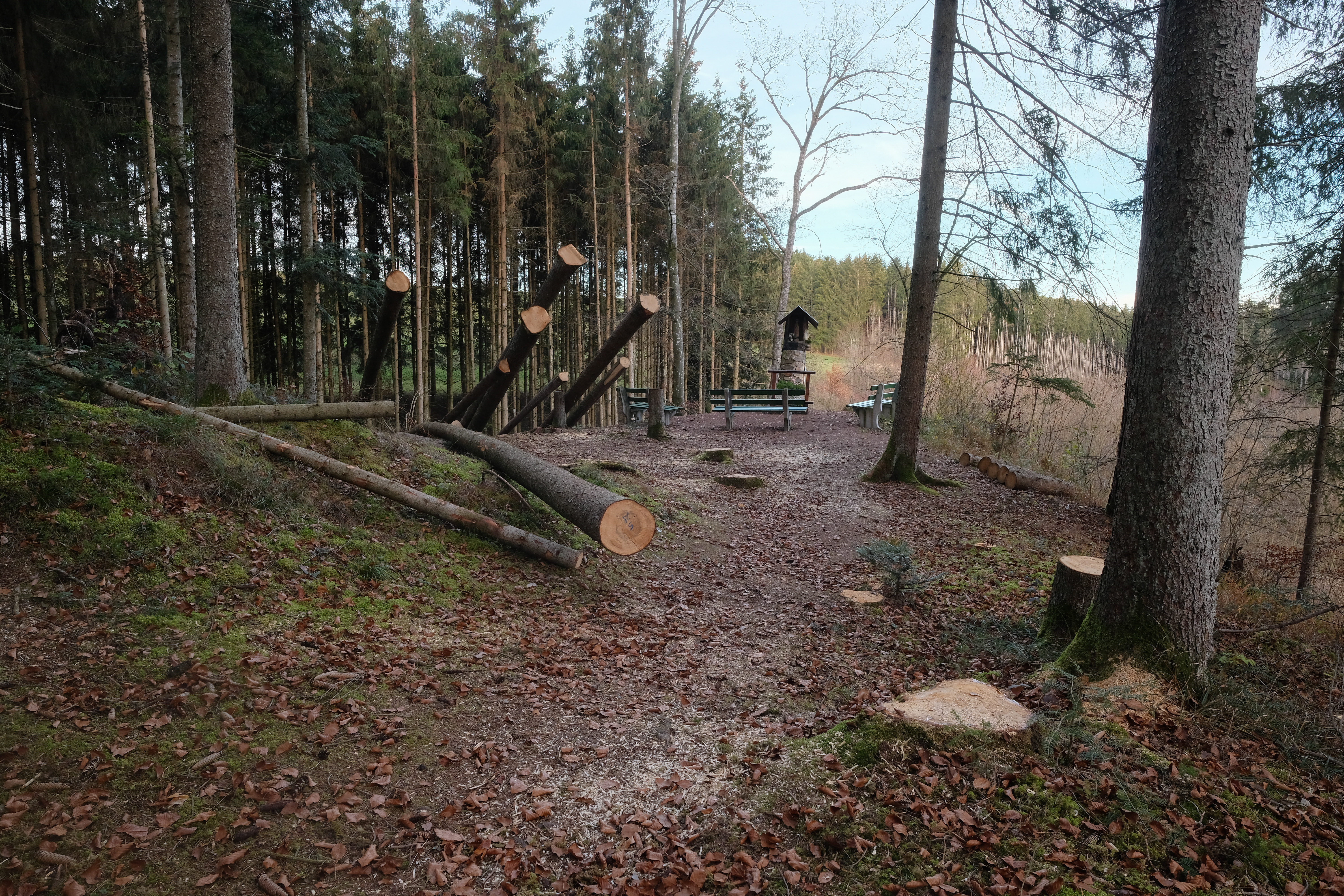
Burginnenfläche
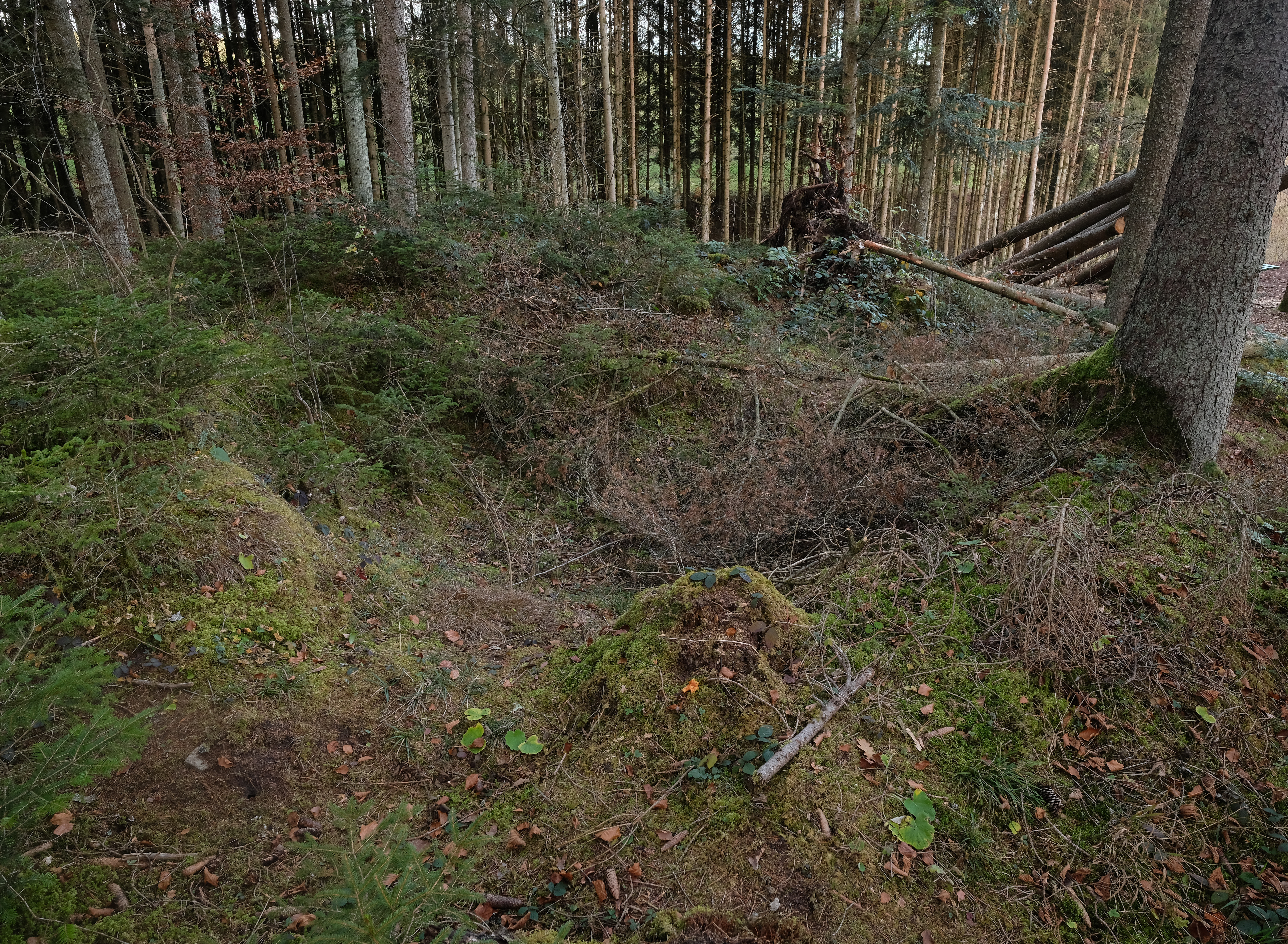
Vermutete Bauwerksreste
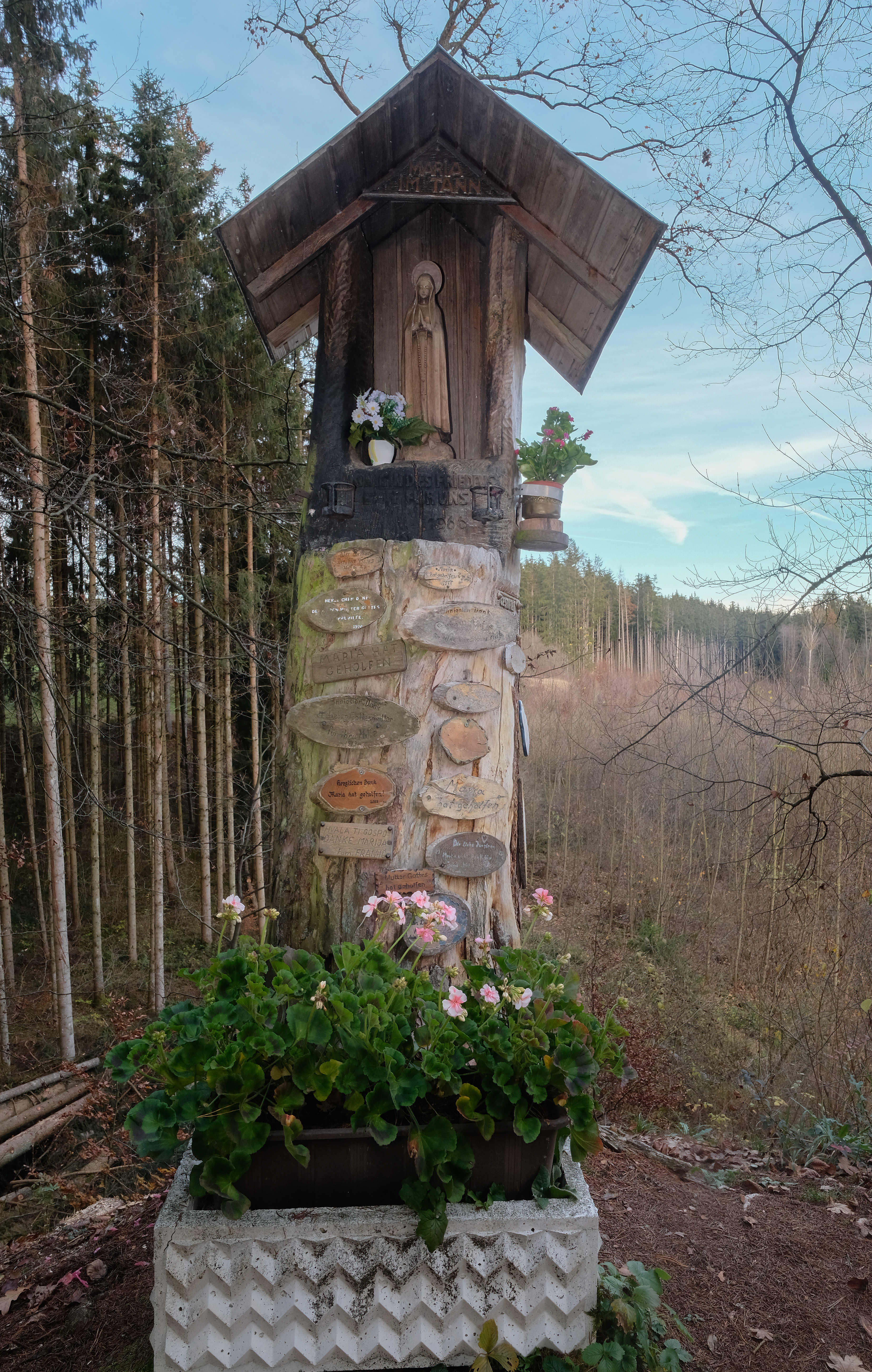
Andachtsstätte Maria im Tann